# کارگر

تصویرنگاشت کارگر

کارِگر در لغت به معنای کارکننده و کسی که در کارخانه یا کارگاه کار می‌کند و مزد می‌گیرد است، که در مقابل کارفرما قرار دارد. در قوانین ایران «کارگر کسی است که به هر عنوان در مقابل دریافت حق‌السعی اعم از مزد، حقوق، سهم سود و سایر مزایا به درخواست کارفرما کار می‌کند».

## معیارهای قانون تشخیص کارگر در ایران
بر پایهٔ تعریف قانون کارگر، معیارهای تشخیص کارگر از دیگر شاغلان بدین شرح است:
- داشتن شخصیت حقیقی: کارگر باید شخص حقیقی باشد، و نه شخص حقوقی.
- دریافت حق‌السعی از کارفرما: کارگر باید مابه‌ازای کاری که می‌کند حق‌السعی دریافت کند.
- تبعیت از کارفرما: کارگر باید از دیگری در انجام کار تبعیت کند، یعنی کسی که برای انجام کار از کسی دستور نمی‌گیرد و به صورت مستقل برای خود کار می‌کند کارگر به‌شمار نمی‌آید.

## کارگر در مفهوم زحمت‌کش

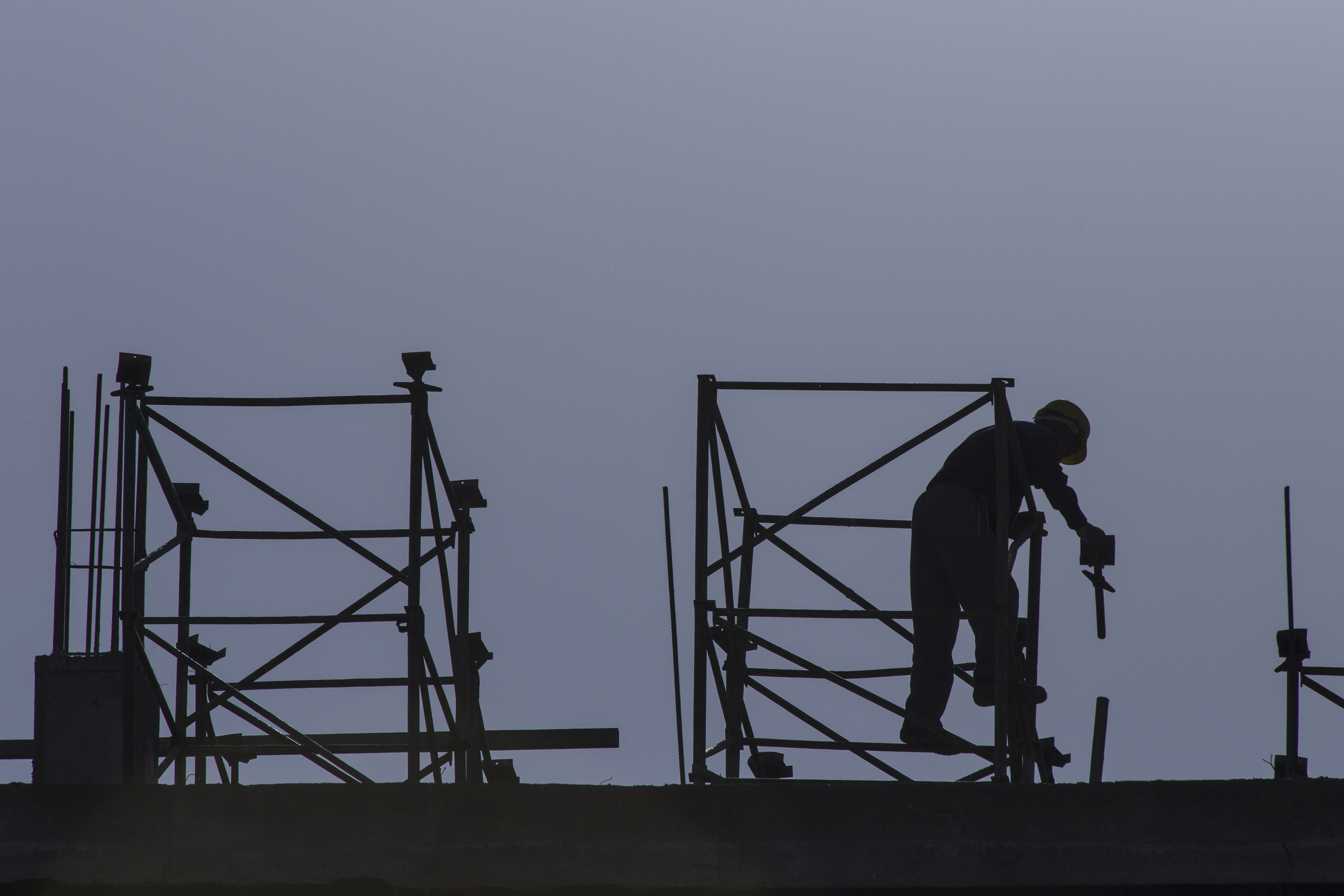
یک کارگر ساختمانی در حال کار

جامعه‌شناسان مارکسیستی برخلاف جامعه‌شناسان سرمایه‌داری (که جامعه را به طبقات چندگانه تقسیم می‌کنند)، جامعه را به دو طبقهٔ کارگر و سرمایه‌دار تقسیم می‌کنند. یعنی به جای تعریف کارگر در مقابل کارفرما، کارگر را این‌گونه تعریف می‌کنند که «هر کس که مجبور است برای امر معاش کار کند و حقوق بگیرد، کارگر است». بدین ترتیب، چه فرد یک استاد دانشگاه باشد و چه یک رفته‌گر او یک کارگر به‌شمار می‌آید. کسانی که از این تعریف حمایت می‌کنند بر این باورند که هر کسی که برای درآمد «زحمت» می‌کشد کارگر است. شاید دقیق‌تر این باشد که به جای کارگر این افراد را «زحمت‌کش» بنامیم. چراکه یک کارمند، پزشک، یا یک مهندس هم، برای رسیدن به تخصص و یافتن شغل و انجام وظیفه زحمت بسیاری را متحمل می‌شود، چیزی که شاید کارگران دستی از آن آگاه نباشند.
رایت میلز، جامعه‌شناس مارکسیست آمریکایی، در قالب چنین تعریفی کارگران را به دو دستهٔ «یقه‌سفیدها» (کارمندان) و «یقه‌آبی‌ها» (کارگران دستی) تقسیم می‌کند. در واقع می‌توان گفت که مقصود از یقه‌سفیدان و یقه‌آبی‌ها، کارگران فکری و کارگران دستی است که به دلیل تلاش طبقات حاکم، بیشتر مردم از آن بی‌خبرند.

## دیدگاه ها درباره کارگران
- پیامبر اسلام دست کارگری را که زبر و خشن بود، بوسید و گفت: «این دستی است که آتش با آن تماس ندارد.»[۸]
- سید روح الله خمینی کارگران را «ارزشمندترین طبقه و سودمندترین گروه در جامعه ها»، «اساس استقلال کشور»، «ستون فقرات کشور» و «مدیر جامعه انسانیت» توصیف کرد. او اعتقاد داشت که «حیات یک ملت، مرهون کار و کارگر است.»[۹]
- سید علی خامنه ای در ٥ اردیبهشت ١٤٠٣ گفت: «رکن جهش تولید کارگر است. کارگر و کارآفرین دو همکار در خط مقدم نبرد اقتصادی هستند.» وی افزود: «بهبود حال جامعه‌ی کارگری تأثیر بزرگی در بهبود حال کلّ جامعه دارد.»[۱۰]